# Navassa
Ne doit pas être confondu avec Île de la Navasse.
Navassa est une ville américaine située dans le comté de Brunswick (Caroline du Nord) dans l'État de Caroline du Nord. En 2010, sa population était de 1 505 habitants.

## Démographie
| 1980 | 1990 | 2000 | 2010  | - | - |
| ---- | ---- | ---- | ----- | - | - |
| 439  | 445  | 479  | 1 505 | - | - |

## Source de la traduction
- (en) Cet article est partiellement ou en totalité issu de l’article de Wikipédia en anglais intitulé « Navassa, North Carolina » (voir la liste des auteurs).